# Кучичинг
Ку́чичинг (англ. Koochiching County) — округ в штате Миннесота, США. Административный центр и крупнейший город — Интернашенал-Фолс. По переписи 2000 года в округе проживают 14 355 человек. Площадь — 8170 км², из которых 8035,2 км² — суша, а 134,8 км² — вода. Плотность населения составляет 1.7865 чел./км².

## История
Округ был основан в 1906 году.